# Shigeji Tsuboi
Shigeji Tsuboi (壺井 繁治, Tsuboi Shigeji), né le 10 octobre 1897 et mort le 4 septembre 1975, est un poète japonais.

## Biographie
Né dans l'île de Shōdoshima, Tsuboi étudie brièvement à l'Université Waseda à Tokyo, mais n'en est pas diplômé. Il est d'abord actif dans les mouvements moderniste et anarchiste, mais avec l'expansion du marxisme comme pensée dominante, il rompt avec les anarchistes (ce qui lui vaut un bras cassé) et s'engage dans le mouvement proletarien pour lequel il écrit de courts textes politiques en prose et devient un organisateur actif. Il est emprisonné à deux reprises; la seconde fois, il est emprisonné avec d'autres écrivains de gauche et torturé jusqu'à ce qu'il renonce à son droit de publier des œuvres anti-gouvernementales. Cette mesure du gouvernement vise à discréditer l'ensemble du mouvement. Il rentre chez lui pour récupérer de ses mauvais traitements en prison. 
Tsuboi rentre plus tard de la campagne désespéré, se sentant comme un traître (il écrit à ce sujet dans ses poèmes « Autoportrait », « Masque » et « Criminel ». Il passe toute la guerre à Tokyo, inactif hormis la création du Sancho kurabu (« club Sancho Panza »), et la rédaction de courts textes humoristiques en prose contenant des messages anti-guerre cachés. Après la guerre, il contribue à la création de deux magazines, Shin nihon bungaku (« Nouvelle littérature japonaise ») et Gendai shi (« Poésie contemporaine ») et écrit une de ses collections de poésies les plus populaires, Fusen (« Ballon à air », 1957). En 1962, il rejoint une demi-douzaine d'autres écrivains de gauche pour fonder la revue Shijin kaigi (« Conférence des poètes »), consacrée à aider les travailleurs, hommes et femmes, à exprimer leurs insatisfactions de la situation.
Il est marié à Sakae Tsuboi (壺井 栄, Tsuboi Sakae), la populaire romancière japonaise.
La poésie de Tsuboi incorpore des influences des formes japonaises traditionnelles comme le haïku et des mouvements européens tels que l'anarchisme, le marxisme, le dadaisme et le surréalisme.

## Source de la traduction
- (en) Cet article est partiellement ou en totalité issu de l’article de Wikipédia en anglais intitulé « Shigeji Tsuboi » (voir la liste des auteurs).